# 白木悠吏阿
白木 悠吏阿（しらき ゆりあ、2000年3月7日 - ）は、日本のタレント、元ジュニアアイドル。高知県出身。プロダクションリアライズ所属。（秋庭ことみ）

## 人物・来歴
趣味は買い物・旅行、特技はボウリングである。

## 出演

### 舞台
- 朝倉薫プロデュース「LOVE ME DOLL」（2018年3月21日 - 25日、新宿・シアターブラッツ） - フィナ 役[2]
- 少女人形舞台「幻奏の宴Vol.30〜日翳り館の華やかな庭〜」（2018年4月14日、東中野music shed YES!）[3]
- 朝倉薫プロデュース「スタントウーマン![4]」（2018年5月22日 - 27日、新宿・シアターブラッツ） - 華厳組・早川千歳 役 / 那智組・坂上里奈 役[5]
- 朝倉薫の朗読劇「夏の絵本」（2018年6月9日、品川・Jスクエア）[6]
- 少女人形舞台「幻奏の宴Vol.31〜八月の毒薬〜」（2018年8月25日、東中野music shed YES!）
- 朝倉薫プロデュース「タイラー△」SORA組（2018年9月19日 - 23日、築地・ブディストホール） - ノリコ 役[7]
- アサルトリリィ×私立ルドビコ女学院×人狼TLPT「未来への十字架 II」（2019年2月8日 - 17日、大塚・萬劇場） - 近藤・パウラ・夏希 役[8]
- 朝倉薫プロデュース「タイラーV」SORA組（2020年3月25日 - 29日、新宿・シアターブラッツ） - あずき 役
- エアースタジオ「Go,JET!GO!GO!vol.4 -Lastdance For Me!Me!Meee!-」B班（2020年7月1日 - 6日、東日本橋 A-Garage） - メグ 役[9]
- エアースタジオ「朗読劇『黄昏エモーション』[10]」Bチーム（2020年10月8日 - 12日、東日本橋・A-Garage） - 葵ちゃん 役[11]
- feather stage「THE END OF 通勤急行大爆破[12]」Aチーム（2021年5月29日 - 6月6日、池袋・シアターKASSAI） - 土屋多恵 役[13]
- Studio K'z「劇場版演劇バラエティ『アイガク』秋晴シリーズ」「アイガク・バトラーズ」（2021年10月31日、秋葉原・BECK akiba）

### テレビ
- NHKプレミアムドラマ 「小暮写真館」

### ネット
- ユーストリーム放送 「リアライズTV」
- アリスインプロジェクト『アイガク2021&デッドリー永遠フェス』「アイガク・バトラーズ」（2021年3月19日 - 21日、ZAIKO）[14]
- アリスインプロジェクト『アイガク! 春フェス・オンライン2021』（2021年4月24日 - 29日、ZAIKO）[15]
  - 「アイガク・ライブ」（2021年4月24日）
  - 「アイガク・バトラーズ」（2021年4月29日）
- アリスインプロジェクト『アイガク! バトラーズ&ストーリーズ』（2021年5月16日 - 22日、ZAIKO）[16]
  - 「アイガク・バトラーズ」（2021年5月16日）
  - 『アイガク・ストーリーズ』「なごり雪」（2021年5月22日） - 志田黄菜子 役
- アリスインプロジェクト『アイガク! 夏フェス・オンライン2021』「アイガク・バトラーズ」（2021年7月30日 - 8月1日、ZAIKO）[17]

### 雑誌
- Popteen6月号（2018年4月）[18]

## 作品

### DVD
1. ぷりぷりたまご vol.1（ぷりぷりたまご 2010年4月20日発売）
2. Pure Ore（らむね 2010年5月10日発売）
3. ぷちえんじぇる（リアライズ 2011年6月6日発売）
4. ぷりぷりたまご vol.50（ぷりぷりたまご 2011年6月20日発売）
5. ぷりぷりたまご vol.57（ぷりぷりたまご 2011年8月20日発売）
6. ミルキーポップ（ミルキーポップ 2011年9月24日発売）
7. ID☆L FARM（Blue Corner 2011年11月20日発売）
8. おひさま元気（タスクビジュアル 2012年2月20日発売）
9. やさしい天使（sugar 2012年4月20日発売）
10. ピュアローズ vol.8（アートハウスゴン 2012年6月24日発売）
11. えくぼ（タスクビジュアル 2012年10月20日発売）
12. 聖少女ユリア（イメージクリエーター 2012年12月1日発売）
13. "聖少女ユリア" とっておきの未公開秘蔵映像（イメージクリエーター 2013年1月4日発売）
14. ゆりあんぬ（エスデジタル 2013年2月27日発売）
15. ゆりあ、おいでよ！（イメージクリエーター 2013年4月12日発売）
16. "ゆりあ、おいでよ！" とっておきの未公開秘蔵映像（イメージクリエーター 2013年5月17日発売）
17. Pure White（ピュアホワイト 2013年6月13日発売）
18. Pure White 2（ピュアホワイト 2013年8月13日発売）
19. Pure White 3（ピュアホワイト 2014年1月13日発売）
20. お兄ちゃん何もできないんだから　白木悠吏阿 （My chamy 2014年7月3日発売）
21. 3年2組1番ゆりあタン （ゼウス 2014年10月10日発売）
22. ゆりあ十四の夏 （リアライズ 2015年2月25日発売）
23. 秋庭ことみ | 純真アイドル独り占め （M.B.Dメディアブランド 2017年01月27日）